# Matthew Yitiereh
Matthew Yitiereh (ur. 1 stycznia 1961) – ghański duchowny katolicki, biskup Yendi od 2022.

## Życiorys

### Prezbiterat
Święcenia kapłańskie przyjął 22 lipca 1995 i został inkardynowany do archidiecezji Tamale. Pracował głównie jako duszpasterz parafialny, był także m.in. diecezjalnym duszpasterzem młodzieży (1998–2003), przewodniczącym archidiecezjalnego stowarzyszenia kapłańskiego (2015–2022) oraz wikariuszem generalnym archidiecezji (2016–2022).

### Episkopat
3 czerwca 2022 papież Franciszek mianował go biskupem ordynariuszem Yendi. Sakry udzielił mu 20 sierpnia 2022 kardynał Peter Turkson.